# Discografia di Arisa
La discografia di Arisa, cantante pop italiana, è costituita da sette album in studio, uno dal vivo, due raccolte, un EP e quarantadue singoli, pubblicati tra il 2009 e il 2024, a cui si aggiungono trentotto video musicali.
Tutte le pubblicazioni dell'artista fino al 2016 sono uscite sotto etichetta discografica Warner Music Italy. Durante il 2019, con il singolo Mi sento bene, le produzioni discografiche di Arisa sono state pubblicate dalla Sugar Music. Dal 2020 la cantante ha fondato una propria etichetta discografica indipendente, la Pipshow, con la quale ha esordito pubblicando il singolo Ricominciare ancora.

## Album

### Album in studio
| Anno                                                                                               | Titolo | Classifiche | Classifiche | Certificazioni |
| Anno                                                                                               | Titolo | ITA         | SWI         | Certificazioni |
| -------------------------------------------------------------------------------------------------- | --- | ----------- | ----------- | -------------- |
| 2009                                                                                               | Sincerità - Pubblicato: 20 febbraio 2009 - Etichetta: Warner Music Italy - Formati: CD, download digitale, streaming                   | 5           | 94          | - ITA: Oro     |
| 2010                                                                                               | Malamorenò - Pubblicato: 19 febbraio 2010 - Etichetta: Warner Music Italy - Formati: CD, download digitale, streaming                  | 23          | —           |                |
| 2012                                                                                               | Amami - Pubblicato: 15 febbraio 2012 - Etichetta: Warner Music Italy - Formati: CD, download digitale, streaming                       | 6           | —           |                |
| 2014                                                                                               | Se vedo te - Pubblicato: 20 febbraio 2014 - Etichetta: Warner Music Italy - Formati: CD, download digitale, streaming                  | 3           | —           |                |
| 2016                                                                                               | Guardando il cielo - Pubblicato: 12 febbraio 2016 - Etichetta: Warner Music Italy - Formati: CD, LP, download digitale, streaming      | 16          | —           |                |
| 2019                                                                                               | Una nuova Rosalba in città - Pubblicato: 8 febbraio 2019 - Etichetta: Sugar Music - Formati: CD, download digitale, streaming          | 22          | —           |                |
| 2021                                                                                               | Ero romantica - Pubblicato: 26 novembre 2021 - Etichetta: Pipshow, Believe Artist Services - Formati: CD, download digitale, streaming | 36          | —           |                |
| "—" indica una pubblicazione che non si è classificata o che non è stata pubblicata in quel Paese. | |             |             |                |

### Album dal vivo
| Anno | Titolo | Classifiche | Certificazioni |
| Anno | Titolo | ITA         | Certificazioni |
| ---- | --- | ----------- | -------------- |
| 2012 | Amami Tour - Pubblicato: 20 novembre 2012 - Etichetta: Warner Music Italy - Formati: CD, download digitale | 17          | - ITA: Platino |

### Raccolte
| Anno | Titolo | Classifiche |
| Anno | Titolo | ITA         |
| ---- | --- | ----------- |
| 2016 | Voce - The Best Of - Pubblicato: 25 novembre 2016 - Etichetta: Warner Music Italy - Formati: CD, download digitale       | 53          |
| 2019 | Controvento - The Best Of - Pubblicato: 8 febbraio 2019 - Etichetta: Warner Music Italy - Formati: CD, download digitale | 72          |

## Extended play
| Anno | Titolo |
| ---- | --- |
| 2011 | Arisa per Natale - Pubblicato: 26 dicembre 2011 - Etichetta: Warner Music Italy - Formati: CD, download digitale |

## Singoli

### Come artista principale
| Anno                                                                                               | Titolo                        | Classifiche | Classifiche | Certificazioni     | Album di provenienza                              |
| Anno                                                                                               | Titolo                        | ITA         | SWI         | Certificazioni     | Album di provenienza                              |
| -------------------------------------------------------------------------------------------------- | ----------------------------- | ----------- | ----------- | ------------------ | ------------------------------------------------- |
| 2009                                                                                               | Sincerità                     | 1           | 61          |                    | Sincerità                                         |
| 2009                                                                                               | Io sono                       | —           | —           |                    | Sincerità                                         |
| 2009                                                                                               | Te lo volevo dire             | —           | —           |                    | Sincerità                                         |
| 2010                                                                                               | Malamorenò                    | 4           | 61          | - ITA: Platino     | Malamorenò                                        |
| 2010                                                                                               | Pace                          | —           | —           |                    | Malamorenò                                        |
| 2011                                                                                               | Il tempo che verrà            | —           | —           |                    | Arisa per Natale                                  |
| 2012                                                                                               | La notte                      | 1           | —           | - ITA: Platino (3) | Amami                                             |
| 2012                                                                                               | L'amore è un'altra cosa       | 25          | —           | - ITA: Oro         | Amami                                             |
| 2012                                                                                               | Meraviglioso amore mio        | 15          | —           | - ITA: Platino     | Amami Tour                                        |
| 2014                                                                                               | Controvento                   | 1           | 48          | - ITA: Platino     | Se vedo te                                        |
| 2014                                                                                               | Quante parole che non dici    | 54          | —           |                    | Se vedo te                                        |
| 2014                                                                                               | La cosa più importante        | —           | —           |                    | Se vedo te                                        |
| 2015                                                                                               | Liberi                        | —           | —           |                    | Cenerentola (colonna sonora)                      |
| 2016                                                                                               | Guardando il cielo            | 19          | —           | - ITA: Oro         | Guardando il cielo                                |
| 2016                                                                                               | Voce                          | —           | —           |                    | Guardando il cielo                                |
| 2016                                                                                               | Una notte ancora              | —           | —           |                    | Guardando il cielo                                |
| 2017                                                                                               | Ho perso il mio amore         | —           | —           |                    | La verità, vi spiego, sull'amore (colonna sonora) |
| 2017                                                                                               | Ho cambiato i piani           | —           | —           |                    | Nove lune e mezza (colonna sonora)                |
| 2017                                                                                               | Vasame                        | —           | —           |                    | Napoli velata (colonna sonora)                    |
| 2019                                                                                               | Mi sento bene                 | 17          | —           |                    | Una nuova Rosalba in città                        |
| 2019                                                                                               | Una nuova Rosalba in città    | —           | —           |                    | Una nuova Rosalba in città                        |
| 2019                                                                                               | Tam Tam                       | —           | —           |                    | Una nuova Rosalba in città                        |
| 2020                                                                                               | Nucleare (con Manupuma)       | —           | —           |                    | /                                                 |
| 2020                                                                                               | Ricominciare ancora           | —           | —           |                    | /                                                 |
| 2021                                                                                               | Potevi fare di più            | 16          | —           | - ITA: Oro         | Ero romantica                                     |
| 2021                                                                                               | Quando (con Michele Bravi)    | —           | —           |                    | /                                                 |
| 2021                                                                                               | Ortica                        | —           | —           |                    | Ero romantica                                     |
| 2021                                                                                               | Psyco                         | —           | —           |                    | Ero romantica                                     |
| 2021                                                                                               | Altalene (feat. Brown & Gray) | —           | —           |                    | Ero romantica                                     |
| 2021                                                                                               | Cuore                         | —           | —           |                    | Ero romantica                                     |
| 2022                                                                                               | Verosimile                    | —           | —           |                    | Fedeltà (colonna sonora)                          |
| 2022                                                                                               | Tu mi perdición               | —           | —           |                    | /                                                 |
| 2023                                                                                               | Non vado via                  | —           | —           |                    | /                                                 |
| 2024                                                                                               | Baciami stupido               | —           | —           |                    | /                                                 |
| 2024                                                                                               | Canta ancora                  | —           | —           |                    | Il ragazzo dai pantaloni rosa (colonna sonora)    |
| "—" indica una pubblicazione che non si è classificata o che non è stata pubblicata in quel Paese. |                               |             |             |                    |                                                   |

### Come artista ospite
| Anno                                                                                               | Titolo                                                               | Classifiche | Classifiche | Certificazioni     | Album di provenienza                   |
| Anno                                                                                               | Titolo                                                               | ITA         | SWI         | Certificazioni     | Album di provenienza                   |
| -------------------------------------------------------------------------------------------------- | -------------------------------------------------------------------- | ----------- | ----------- | ------------------ | -------------------------------------- |
| 2014                                                                                               | Fragili (Club Dogo feat. Arisa)                                      | 1           | —           | - ITA: Platino     | Non siamo più quelli di Mi fist        |
| 2016                                                                                               | Una cantante di musica leggera (Francesco Tricarico feat. Arisa)     | —           | —           |                    | Da chi non te lo aspetti - prima parte |
| 2017                                                                                               | L'esercito del selfie (Takagi & Ketra feat. Lorenzo Fragola e Arisa) | 4           | 53          | - ITA: Platino (3) | /                                      |
| 2019                                                                                               | DJ di m**** (Lo Stato Sociale feat. Arisa e Myss Keta)               | —           | —           |                    | /                                      |
| 2020                                                                                               | Rincontrarsi un giorno a Milano (La Scapigliatura feat. Arisa)       | —           | —           |                    | Coolturale                             |
| 2021                                                                                               | Coro azzurro (Gli Autogol e Dj Matrix feat. Arisa e Ludwig)          | 50          | —           | - ITA: Oro         | Musica da giostra - Volume 8           |
| 2021                                                                                               | Cioccolata bianca (Dj Matrix feat. Arisa)                            | —           | —           |                    | Musica da Après-Ski                    |
| 2022                                                                                               | Fiori e fango (Mondo Marcio feat. Arisa)                             | —           | —           |                    | Magico                                 |
| "—" indica una pubblicazione che non si è classificata o che non è stata pubblicata in quel Paese. |                                                                      |             |             |                    |                                        |

## Altri brani entrati in classifica
| Anno | Titolo                                          | Classifiche | Certificazioni | Album di provenienza |
| Anno | Titolo                                          | ITA         | Certificazioni | Album di provenienza |
| ---- | ----------------------------------------------- | ----------- | -------------- | -------------------- |
| 2014 | Cuccurucucu (feat. WhoMadeWho)                  | 62          |                | /                    |
| 2017 | Meglio tardi che noi (J-Ax & Fedez feat. Arisa) | 32          | - ITA: Oro     | Comunisti col Rolex  |

## Collaborazioni
| Anno | Titolo                           | Artista principale                                   | Album di provenienza                                 |
| ---- | -------------------------------- | ---------------------------------------------------- | ---------------------------------------------------- |
| 2011 | Mamma mia dammi cento lire       | Max Pezzali                                          | Terraferma                                           |
| 2011 | L'amor sei tu                    | AA.VV.                                               | La peggior settimana della mia vita (colonna sonora) |
| 2013 | Sincerità (Live)                 | Lelio Luttazzi                                       | Per pianoforte e amici                               |
| 2013 | Luce sarà                        | Big Fish                                             | Niente di personale                                  |
| 2016 | Piazza grande                    | Ron                                                  | La forza di dire sì                                  |
| 2016 | Una città per cantare            | Ron feat. Artisti insieme per la lotta contro la SLA | La forza di dire sì                                  |
| 2017 | O pensamento de você             | AA.VV.                                               | Malarazza (colonna sonora)                           |
| 2017 | Magica, magica Emi               | Cristina D'Avena                                     | Duets - Tutti cantano Cristina                       |
| 2019 | C'è da fare                      | Kessisoglu & Friends per Genova                      | /                                                    |
| 2019 | Guarda che luna                  | Alberto Urso                                         | Solo                                                 |
| 2020 | È un briccone                    | AA.VV.                                               | Lilli e il vagabondo (colonna sonora)                |
| 2020 | Ma il cielo è sempre blu         | Italian Allstars 4 Life                              | /                                                    |
| 2021 | La notte (RMX)                   | Olly                                                 | /                                                    |
| 2021 | Come Away Death (Live)           | AA.VV.                                               | Invito al viaggio - Concerto per Franco Battiato     |
| 2022 | Le stelle                        | Bianca Atzei                                         | Veronica                                             |
| 2022 | Vorrei incontrarti fra cent'anni | Paolo Belli                                          | La musica che ci gira intorno                        |
| 2024 | Illusione (Live)                 | AA.VV.                                               | Voci parallele - Concerto per Giuni Russo            |
| 2024 | Un'estate al mare (Live)         | AA.VV.                                               | Voci parallele - Concerto per Giuni Russo            |

## Video musicali
| Anno | Titolo                                                                       | Regista                            |
| ---- | ---------------------------------------------------------------------------- | ---------------------------------- |
| 2009 | Sincerità                                                                    | Stefano Bertelli                   |
| 2009 | Io sono                                                                      |                                    |
| 2010 | Malamorenò                                                                   | Valentina Be                       |
| 2012 | La notte                                                                     | Gaetano Morbioli                   |
| 2012 | L'amore è un'altra cosa                                                      | Gaetano Morbioli                   |
| 2012 | Meraviglioso amore mio                                                       | Gaetano Morbioli                   |
| 2014 | Controvento                                                                  | Ivana Smudja                       |
| 2014 | Quante parole che non dici                                                   | Gaetano Morbioli                   |
| 2014 | La cosa più importante                                                       | Lorenzo Vignolo                    |
| 2014 | Fragili (Club Dogo feat. Arisa)                                              | Pepsy Romanoff                     |
| 2015 | Liberi                                                                       |                                    |
| 2016 | Guardando il cielo                                                           | Gaetano Morbioli                   |
| 2016 | Una città per cantare (Ron feat. Artisti insieme per la lotta contro la SLA) | Marco Donazzan e Luca Donazzan     |
| 2016 | Voce                                                                         | Marco Salom                        |
| 2016 | Una notte ancora                                                             | Michele Piazza                     |
| 2016 | Una cantante di musica leggera (Francesco Tricarico feat. Arisa)             | Marco Carlos Cordaro               |
| 2017 | Ho perso il mio amore                                                        | Matteo Bombarda                    |
| 2017 | L'esercito del selfie (Takagi & Ketra feat. Lorenzo Fragola e Arisa)         | Gaetano Morbioli                   |
| 2017 | Ho cambiato i piani                                                          | Michela Andreozzi                  |
| 2019 | Mi sento bene                                                                |                                    |
| 2019 | C'è da fare (Kessisoglu & Friends per Genova)                                | Lele Biscussi e Gianluca Montesano |
| 2019 | Una nuova Rosalba in città                                                   | Gaetano Morbioli                   |
| 2019 | DJ di m**** (Lo Stato Sociale feat. Arisa, Myss Keta)                        | Davide Spina e Matteo Bombarda     |
| 2019 | Tam Tam                                                                      | Andrea Losa e Lorenzo Silvestri    |
| 2020 | Rincontrarsi un giorno a Milano (La Scapigliatura feat. Arisa)               | Eros Galbiati                      |
| 2020 | È un briccone                                                                |                                    |
| 2020 | Ma il cielo è sempre blu (Italian Allstars 4 Life)                           | Mauro Russo                        |
| 2020 | Nucleare (Arisa e Manupuma)                                                  |                                    |
| 2020 | Ricominciare ancora                                                          | Marco Salom                        |
| 2021 | Potevi fare di più                                                           | Danilo Bubani                      |
| 2021 | Coro azzurro (Gli Autogol e Dj Matrix feat. Arisa e Ludwig)                  | Federico Santaiti                  |
| 2021 | Psyco                                                                        | Alessandro Carlozzo e Anna Stocco  |
| 2021 | La notte (RMX) (Olly e Arisa)                                                | Guido Bregante                     |
| 2021 | Altalene                                                                     | Marco Gradara                      |
| 2022 | Verosimile                                                                   | Francesco Coppola                  |
| 2022 | Cuore                                                                        | Marco Gradara                      |
| 2022 | Tu mi perdición                                                              | Corrado Podda                      |
| 2023 | Non vado via                                                                 | Gabriele Morzilli                  |
| 2024 | Baciami stupido                                                              | Shalla Hope                        |
| 2024 | Canta ancora                                                                 | Marco Gradara                      |